# عبد العزيز النبهان
عبد العزيز النبهان مذيع كويتي متألق. عمل في بعض القنوات الفضائية قبل أن ينتقل إلى قناة الكويت الرياضية.وانتقل إلى تلفزيون الراي ومعضم برامجة التي يقدمها هي برامج رياضية والبعض منها أستضافات لشخصيات كويتية. 
من أحد أفضل المذيعين في الكويت ويعرف بطريقتة المتميزة واللطيفة والعفويه في النقاش مع ضيوف برامجة.

## برامجة التلفزيونية التي يقدمها
- وراهم وراهم شو  وهو برنامج رياضي يسلط الاضواءعلى الجماهير الرياضية والشخصيات الإدارية ولاعبين الرياضة.ويذهب وراء الحدث الرياضي أين ما كان ويستضيف البرنامج مشاهير المجتمع سواء في الاعلام أو السياسة أو الاقتصاد وغيرها من المجالات.
- ستار تايم أيضا من البرامج المتميزة في قناة الكويت الرياضية، يستضيف به عبد العزيز النبهان معظم نجوم الرياضة في دولة الكويت، كلاعبين كرة القدم وغيرهم.
- مونديال كافيه برنامج رياضي خاص بكاس العالم 2010 عرض على تلفزيون الراي ويستضيف لاعبين وفنانين وجماهير وجوائز للمشاركين
- مستر بلو برنامج خاص بمنتخب الكويت الوطني ومشاركاته الخارجية وموازرة الجماهير الكويتية للأزرق في البطولات الخليجية والقارية
- جماهير اكسترا برنامج مسابقات رياضي فني يستضيف من خلاله في كل حلقه ضيف رياضي لاعب أو مدرب وضيف فني فنان أو فنانه ويعرض مساء الخميس 11 مساء
- الاسطورة برنامج يتطرق بالحديث عن اساطير كرة القدم العالمية باسلوب مشوق

باستضافة معجين الاسطوره من فنانين ولاعبين وجماهير رياضيه
شاهد القناة الرياضية